# NGC 2381
NGC 2381 (другие обозначения — ESO 88-10, FAIR 266, AM 0719-625, IRAS07194-6258, PGC 20694) — спиральная галактика с перемычкой (SBa) в созвездии Киля. Открыта Джоном Гершелем в 1834 году.
Этот объект входит в число перечисленных в оригинальной редакции «Нового общего каталога».
Галактика имеет кольцо, однако оно, по всей видимости, образовалось не при столкновении галактик, как чаще всего образуются кольца. NGC 2381 входит в состав группы галактик NGC 2369. Помимо NGC 2381 в группу также входят NGC 2369, NGC 2369A, PGC 20640, NGC 2417, IC 2200, IC 2200A и PGC 21062.